# Piedrafita (Orense)
Piedrafita (llamada oficialmente San Martiño de Pedrafita) es una parroquia y un lugar del municipio español de La Teijeira, en la provincia de Orense, Galicia.

## Toponimia
La parroquia también es conocida por el nombre de San Martín de Pedrafita.

## Organización territorial
La parroquia está formada por ocho entidades de población, constando cuatro de ellas en el nomenclátor del Instituto Nacional de Estadística español:
- A Cabana
- A Lama
- Alende
- Celeirós
- Pedrafita (Parafita)
- Quintela de Abajo (Quintela de Abaixo)
- Quintela de Arriba
- Veiga (A Veiga)

## Demografía

### Parroquia
| Gráfica de evolución demográfica de Piedrafita (parroquia) entre 2000 y 2023 |
|                                                                              |
| Datos según el nomenclátor publicado por el INE.                             |

### Lugar
| Gráfica de evolución demográfica de Pedrafita (lugar) entre 2000 y 2023 |
|                                                                         |
| Datos según el nomenclátor publicado por el INE.                        |